# Gorō Shimura
Gorō Shimura (志村 五郎 Shimura Gorō?) (Hamamatsu, 23 de febrero de 1930-3 de mayo de 2019) fue un catedrático y matemático japonés nacionalizado estadounidense. Fue colaborador de Yutaka Taniyama. Es conocido por la conjetura de Taniyama-Shimura, un factor importante en la demostración de Andrew Wiles del último teorema de Fermat.